# Trofeo de Palma 2017
Die 26. Trofeo de Palma 2017 war ein spanisches Straßenradrennen auf der Balearen-Insel Mallorca. Das Eintagesrennen fand am Sonntag, den 29. Januar 2017, statt und führte von Playa de Palma und nach Palma de Mallorca über 161,5 km. Zudem gehörte das Radrennen zur UCI Europe Tour 2017 und war dort in der Kategorie 1.1 eingestuft.

## Teilnehmende Mannschaften
| WorldTeams (4)- Bora-Hansgrohe - Lotto-Soudal - Movistar Team - Sky Professional Continental Teams (6)- Caja Rural-Seguros RGA - Cofidis, Solutions Crédits - Fortuneo-Vital Concept - Gazprom-RusVelo - Novo Nordisk - Roompot-Nederlandse Loterij Continental Teams (6)- Amore & Vita-Selle SMP-Fondriest - Bolivia - Burgos-BH - Euskadi Basque Country-Murias - Inteja-Dominican - Nice Cycling Team Nationalmannschaften (3)- Deutschland - Spanien - Großbritannien |
| |

## Rennergebnis
| \| Gesamtwertung \| Gesamtwertung \| Gesamtwertung \| Gesamtwertung \| Gesamtwertung \| \| Fahrer \| Fahrer \| Land \| Team \| Zeit \| \| ------------- \| ----------------- \| ---------------------- \| --------------------------- \| --------------- \| \| 1. \| Daniel McLay \| Vereinigtes Königreich \| Fortuneo-Vital Concept \| 3 h 43 min 31 s \| \| 2. \| Matteo Pelucchi \| Italien \| Bora-Hansgrohe \| + 0 s \| \| 3. \| Nacer Bouhanni \| Frankreich \| Cofidis, Solutions Crédits \| + 0 s \| \| 4. \| André Greipel \| Deutschland \| Lotto-Soudal \| + 0 s \| \| 5. \| Raymond Kreder \| Niederlande \| Roompot-Nederlandse Loterij \| + 0 s \| \| 6. \| Coen Vermeltfoort \| Niederlande \| Roompot-Nederlandse Loterij \| + 0 s \| \| 7. \| Łukasz Wiśniowski \| Polen \| Team Sky \| + 0 s \| \| 8. \| Enrique Sanz \| Spanien \| Spanien \| + 0 s \| \| 9. \| Jonas Koch \| Deutschland \| Deutschland \| + 0 s \| \| 10. \| Alexander Porsew \| Russland \| Gazprom-RusVelo \| + 0 s \| |                   |                        |                             |                 |
| |                   |                        |                             |                 |
| Quellen: ProCyclingStats Cycling Quotient Cycling Archives |                   |                        |                             |                 |
| Gesamtwertung |                   |                        |                             |                 |
| Fahrer | Fahrer            | Land                   | Team                        | Zeit            |
| 1. | Daniel McLay      | Vereinigtes Königreich | Fortuneo-Vital Concept      | 3 h 43 min 31 s |
| 2. | Matteo Pelucchi   | Italien                | Bora-Hansgrohe              | + 0 s           |
| 3. | Nacer Bouhanni    | Frankreich             | Cofidis, Solutions Crédits  | + 0 s           |
| 4. | André Greipel     | Deutschland            | Lotto-Soudal                | + 0 s           |
| 5. | Raymond Kreder    | Niederlande            | Roompot-Nederlandse Loterij | + 0 s           |
| 6. | Coen Vermeltfoort | Niederlande            | Roompot-Nederlandse Loterij | + 0 s           |
| 7. | Łukasz Wiśniowski | Polen                  | Team Sky                    | + 0 s           |
| 8. | Enrique Sanz      | Spanien                | Spanien                     | + 0 s           |
| 9. | Jonas Koch        | Deutschland            | Deutschland                 | + 0 s           |
| 10. | Alexander Porsew  | Russland               | Gazprom-RusVelo             | + 0 s           |